# داني ديفين
داني ديفين (بالإنجليزية: Daniel Devine)‏ (7 سبتمبر 1992 ببلفاست في المملكة المتحدة - ) هو لاعب كرة قدم بريطاني في مركز قلب الدفاع. شارك مع منتخب أيرلندا الشمالية تحت 21 سنة لكرة القدم. أما مع النوادي، فقد لعب مع بريستون نورث إيند ونادي إنفرنيس ونادي ريكسهام وفليتوود تاون.

## وصلات خارجية
- داني ديفين على موقع قاعدة بيانات كرة القدم.إي يو (الإنجليزية)
- داني ديفين على موقع Soccerbase.com (لاعب) (الإنجليزية)
- داني ديفين على موقع Soccerway.com (الإنجليزية)